# Lendenfeldia
Lendenfeldia é um gênero de esponja marinha da família Thorectidae.

## Espécies
- Lendenfeldia dendyi (Lendenfeld, 1889)
- Lendenfeldia foliacea (Ridley, 1884)
- Lendenfeldia frondosa (Lendenfeld, 1889)
- Lendenfeldia plicata (Esper, 1794)
- Lendenfeldia ramosa (Lendenfeld, 1889)